# 伊倉一惠
伊倉一惠，本名相同（日语：／ Ikura Kazue，1959年3月23日—），日本女性配音員、舞台演員、旁白。出身於長野縣上田市。身高155cm。體重50kg（公稱）。O型血。

## 簡介
以前經歷東京俳優生活協同組合（簡稱俳協）、Production baobab、NABEYA，現在是青二Production所屬。
暱稱。1991年4月到1995年2月期間藝名伊倉一壽。興趣和特長有潛水、游泳、滑雪、網球。
為人熟悉的代表配音作品有動畫系列《城市獵人》&《天使心》女主角槙村香、《魔神英雄傳》的虎王／翔龍子，長壽動畫《麵包超人》的白玉小姐、《蠟筆小新》埼玉紅蠍隊的短指甲龍子〈桶川龍子〉、《ONE PIECE》的戰桃丸。除了長壽動畫與動畫系列之外，有《三眼神童》主角寫樂保介、《萬能文化貓娘》主角夏目龍之介、《超時空保姆》的島村泉、《足球小將翼 (昭和版)》的來生哲兵、《六三四之劍》女主角轟嵐子、的、《羅賓漢大冒險》主角羅伯特·杭丁頓、《機動戰士鋼彈 逆襲的夏亞》的列珍·施耐德（後來也在超級機器人大戰系列出場）；遊戲和《櫻花大戰》系列（含改編動畫）的雷尼·米爾西修特拉瑟、《永恆傳奇》的希潔兒及《天外魔境》系列主角戰國卍丸；特攝影集《燃燒吧!! 小露寶》主角小露寶等。

### 來歷
早年報考藥科大學失敗之後，在母親的建議之下，來到東京以第7期生加入聲優經紀公司東京俳優生活協同組合（以下簡稱俳協）附屬的俳協演劇研究所。2年後，正式成為俳協所屬，第一份工作是日本放送的鬧劇廣播節目《無敵動畫》。1979年，伊倉以電視動畫《漫畫猿飛佐助》（聲演女忍者一角）在配音業界出道。
從俳協研究所的畢業公演開始，伊倉決定以舞台為將來志向。於是在1980年，加入手塚敏夫主創的劇團「-劇舎（SHIBUYA）-燐」，一年多來參加了6場公演。當時，伊倉將事業的重心放在舞台表演上，覺得較自由的配音工作當兼職。
在1981年電視動畫《漫畫水戶黃門》飾演阿琴一角，同時也是她演要角的出道作品。
1985年從「-劇舎(SHIBAIYA)-燐」退團，25歲時全面投入配音工作。1987年，在電視動畫《城市獵人》飾演女主角槙村香而成名，成為她的配音代表作。
1988年，伊倉參加電視動畫《魔神英雄傳》期間，與一起在同作品中共演的同事田中真弓認識之後，2人一起加入渡邊正行主宰的演藝事務所。後來，伊倉受到田中的影響，再度展開舞台活動。
1993年，伊倉在《魔神英雄傳》導演井內秀治擔任專屬作家的劇團「木」中復出。
1989年，伊倉與同事神代知衣、坂本千夏共3人組成和聲組合「GALLOP」。
在1990年7月首播的《羅賓漢大冒險》中演羅伯特·杭丁頓，這是伊倉第一次在電視動畫被提拔為主角。並在同年10月播出的《三眼神童》中演寫樂保介，繼續擔任主角。遊戲方面。她以1992年3月發行的RPG遊戲《天外魔境II 卍Maru》中的戰國卍丸擔當主演。
1996年，伊倉為遊戲《櫻花大戰》系列出場的雷尼·米爾西修特拉瑟配音開始，擔任《櫻花大戰歌謠秀》中一部分樂曲的和聲以及無伴奏合唱的編曲。在負責編曲同時，還負責選曲和全章節的錄音，並演奏鋼琴和原聲吉他等樂器。
另外，也擔任鋼琴家根岸彌生演奏會的企劃製作，並以朗讀形式共同出演。
2011年，舉辦和聲組合「GALLOP」時隔20年的復活Live活動。從那以後，她以每2年一次的速度活躍。
次年2012年開始，伊倉與長年一起在《櫻花大戰》系列合作的田中真弓、高乃麗及作曲家竹田繪理共4人組成演話劇組合「Kounenki-zu」。

### 逸事
作為《城市獵人》中的失敗談，伊倉說有一次是在試鏡會的前一天因為有一個聚會，隔天就宿醉出席了試鏡會。在那之前，伊倉主要負責男孩的角色，在翻閱了城市獵人的漫畫之後，她說她希望能演像槙村香一樣女人的角色，因此槙村香決定由伊倉擔當時，她一面流淚一面喜悅。
此外，伊倉作為嘉賓在廣播節目中提到「自己不擅長尷尬的愛情場景」，原因在錄製城市獵人動畫的愛情場景時，她說她很害羞的在漆黑的工作室裡跟搭檔神谷明在一起，最後只有兩個人的逸事。
在《櫻花大戰2 ～願君平安～》中，伊倉在「一個可以唱歌和朗讀樂譜的男孩」的試鏡會中，被指定擔任女主角之一雷尼·米爾西修特拉瑟的聲音。另外，伊倉說在負責組織安排無伴奏合唱的編成、編曲的歌謠秀中，所有歌曲都是從200多種歌曲中選出，因此每次選擇歌曲所花費的時間都比組織安排的還要長。

## 演出
粗體字表示主要角色。

### 電視動畫
1981年
- 愛的教育克歐雷物語（日语：愛の学校クオレ物語）（普雷柯西[注 1]）
- 怪物小王子 (1980年版)
- 漫畫水戶黃門（阿琴）
- 汪汪三劍客（小孩C、少女、婦人）

1982年
- 電子神童（學生F）
- 魔法公主 明琪桃子（日语：魔法のプリンセス ミンキーモモ）（勇者利特）

1983年
- 足球小將翼 (昭和版)（來生哲兵）

1984年
- Gu-Gu甘莫（日语：Gu-Guガンモ）（等等力真澄）
- 牧場上的少女卡特莉（李奧）

1985年
- 蒼藍流星SPT雷茲納（馬修）
- 新好小子（日语：あした天気になあれ (漫画)）（武二[13]）
- 鬼太郎 (第3作)（五德貓）
- 魔法之星愛美（小金井武藏）
- 六三四之劍系列（轟嵐子）

1986年
- 宇宙船人馬座（日语：宇宙船サジタリウス）（露娜、莉莉）
- 加油！吉塔斯（本鄉勝[14]）
- 褞袍超人（少年A）
- 光之傳說（小島愛子、葉子）
- 天威勇士 克羅諾斯的大逆襲（奈斯卡）

1987年
- 超人B（日语：ウルトラB）（武雄）
- 超能力魔美（伸一）
- 城市獵人（槙村香、女、健身教練、兒玉醫院的少年患者[注 2]）
- 狗仔爺爺 (1987年版)（日语：のらくろクン）（悟空）
- 妙手小廚師（夏彥、高太郎）

1988年
- 城市獵人2（槙村香）
- 小公子西迪（艾瑞克）
- 你好，我叫敦子（日语：ハーイあっこです）（山下夫人）
- 仙魔大戰（大帝、幻神、餓亂苦2）
- 魔神英雄傳（虎王／翔龍子、戰部渡的母親〈戰部秋子〉）

1989年
- 寶馬神童（日语：青いブリンク）
- 烏龍少爺（日语：おぼっちゃまくん）（007O）
- 城市獵人3（槙村香）
- 麵包超人（青椒哥哥〈初代〉）
- 超時空遊俠（哥魯特）
- 彼得潘的冒險（圖特爾斯）
- 比利犬商會（日语：ビリ犬）
- 守護神哈特（日语：まじかるハット）（哈特）
- 桃太郎傳說（紋太）
- 亂馬½ 熱鬥篇（サトリ）

1990年
- 三眼神童（寫樂保介[15]）
- 超級劍豪傳（小次郎[16]）
- 快樂的嚕嚕米一家（妥夫特）
- 平成天才妙老爹（日语：平成天才バカボン）
- 魔神英雄傳系列2（虎王／翔龍子）
- 勇者凱撒（弗羅倫斯·結納）
- 羅賓漢大冒險（羅伯特·杭丁頓）
- 人小鬼大特別篇 秋日滿滿!!（大森咲子、森茂）

1991年
- 淘氣的雙胞胎 克萊爾學院物語（日语：おちゃめなふたご クレア学院物語）（艾莉森·薩立邦）
- 城市獵人'91（槙村香）
- 猜拳人（黑暗猜拳人）
- 快樂的嚕嚕米一家（菲利普）
- 丸出日太夫（サボちゃん）
- 意甲小旋風（日语：燃えろ!トップストライカー）（吉川光）
- 太陽勇者火鳥（天野建太、張普、下集預告旁白）

1992年
- 人小鬼大（森茂）
- 麵包超人（王子）
- 花的魔法使瑪麗貝爾（凱莉）
- 緞帶魔法姫（波可太）
- 超時空保姆（島村泉）
- 蜜柑繪日記（楠木世良[17]）

1993年
- 蠟筆小新（1993年—，短指甲龍子〈桶川龍子〉、生胃黄菜子）
- 可愛巧虎島（康太）
- 麵包超人（靠墊人）
- 勇者特急隊（九條清丸）

1994年
- 麵包超人（早擊〈初代〉、噴壺小子）
- 幸運超人（友情人、普通星人）
- 頑童歷險記 (1994年版)（約翰）
- 卡拉OK戰士麥克次郎（日语：カラオケ戦士マイク次郎）（偽母）

1995年
- 小紅豆（校長）
- 麵包超人（團扇妹妹）
- 美少女戰士SuperS（夏美）
- 酷媽寶貝蛋（星野的媽媽）

1996年
- 繚亂幻想 ～賢治之春（日语：イーハトーブ幻想〜KENjIの春）（良太）
- 蒙面俠蘇洛傳（雷歐娜）
- 奧運高手（上野良夫）
- 鬼太郎 (第4作)（姥火）
- 城市獵人 秘密任務（槇村香）
- 少年桑塔的大冒險（日语：サンタクロースの冒険#テレビアニメ）（湯姆）
- 秀逗魔導士NEXT（冥王菲布里佐）
- 名偵探柯南（關谷香）

1997年
- 城市獵人 再見我的甜心（槙村香）
- 超魔神英雄傳（虎王／翔龍子、多拿卡米女王、戰部渡的母親〈戰部秋子〉）

1998年
- EAT-MAN'98（日语：EAT-MAN）（凡妮莎）
- 萬能文化貓娘（夏目龍之介）
- 麵包超人（梅太郎〈第2代〉）
- 怪博士與機器娃娃 (1997年版)（笑彈大王的妻子）
- 魔術士歐菲（博魯坎[18]）
- 名偵探柯南（萩原糸江）

1999年
- 城市獵人 緊急插播!? 惡徒冴羽獠的死期（槙村香）
- 週刊故事樂園（日语：週刊ストーリーランド）（美智子）
- 神奇寶貝（順次）
- 魔術士歐菲 Revenge（博魯坎[19]）

2000年
- 櫻花大戰 (TV動畫)（雷尼·米爾西修特拉瑟[20]）

2001年
- 戰鬥陀螺（安東尼奧）
- 名偵探柯南（戶川由紀）

2002年
- 魯莽天使（崇美）
- 花田少年史（新）
- 星之卡比

2003年
- 麵包超人（白玉小姐）

2004年
- ONE PIECE（潔西卡）

2005年
- 天使心（槙村香[21]）
- 完美超人Joe（ハイケン）

2006年
- BLACK LAGOON（嘉西亞·拉普雷斯）
- 名偵探柯南（蓬田晴華）
- ONE PIECE（多尼多尼·喬巴〈代替〉）

2007年
- 旁邊的兒童 我的火腿組（日语：はたらキッズ マイハム組）（麵太郎）
- 魔人偵探腦嚙涅羅（大泉雲雀）

2008年
- 西洋骨董洋菓子店～Antique～（橘圭一郎的母親）
- 野良耳（日语：のらみみ）（菲利普）
- 鬼太郎 (第5作)（冒牌鬼太郎）
- 波菲的漫長旅程（瑪塔）
- 名偵探柯南（小池的妻子）
- 小雙俠 (2008年版)（オハル）
- RoboDz 風雲篇（日语：ロボディーズ -RoboDz- 風雲篇）（發條丸）

2009年
- 你好 安妮 ～Before Green Gables（桃樂絲）
- 秀逗魔導士EVOLUTION-R（冥王菲布里佐）
- ONE PIECE（戰桃丸）

2010年
- 名偵探柯南（瀨田麻衣）

2011年
- 數碼寶貝合體戰爭 邪惡的死亡指揮官與七個王國（女惡魔獸隊長）
- 哆啦A夢 (水田山葵版)－（荒屋同學的母親）

2012年
- 數碼寶貝合體戰爭 穿越時空的少年獵人們（眼鏡）
- 火影忍者疾風傳（春野芽吹）

2014年
- 櫻桃小丸子 (第2期)（養蜂家的大嬸）
- 名偵探柯南（峰岸珠美）
- 鐵金剛少女Z（鬼船長）

2015年
- ISUCA依絲卡（島津沙霧）

2018年
- 甜心戰士 Universe（章魚黑豹）
- 名偵探柯南（河合優子）
- 雷顿神秘侦探社 ～卡特莉的解谜事件簿～（SKETMAN·約翰[22]）

2019年
- 龍族拼圖（李子超）

2020年
- GO！GO！原子小金剛
- 海螺小姐（花澤花子〈代役〉）
- 王之逆襲 意志的繼承者（マダム・ヴォルフ）

2022年
- 舞動不止（森小鶴）

2023年
- 福星小子（小蘭的母親）
- 女神咖啡廳（粕壁幸子[23]）

2024年
- 女神咖啡廳（第2期）（粕壁幸子[24]）

### 電影動畫
1981年
- 劇場版 頑皮大師

1983年
- 宇宙戰艦大和號 完結篇（帝國的少年[25]）

1987年
- 他和搖籃曲：星期三的灰姑娘（日语：あいつとララバイ）（白川由紀子）

1988年
- 機動戰士鋼彈 逆襲的夏亞（列珍·施耐德[26]）

1989年
- 城市獵人：愛與宿命的馬格南（槙村香）

1990年
- 女戰士艾菲菈&吉里鷗菈 古德的紋章（日语：女戦士エフェラ&ジリオラ#女戦士エフェ&ジーラ グーデの紋章）（吉里鷗菈）
- CAROL（日语：CAROL (アニメ)）（艾迪）
- 城市獵人：海灣城市之戰爭（槙村香）
- 城市獵人：百萬美元之陰謀（槙村香）

1991年
- 機動戰士鋼彈F91（貝爾特·羅德里奎茲[27]）
- 飛吧！鯨魚的高峰（日语：とべ!くじらのピーク）（莫伊托）

1992年
- 機動戰士鋼彈0083：吉翁的殘光（莫拉·巴西特）

1994年
- 渡過雪原（紺三郎）

1995年
- Special Present 亞美的初戀 美少女戰士SuperS 外傳（勃儂）
- 2112年哆啦A夢的誕生（耶魯·馬他哆啦）

1996年
- 哆啦A夢：大雄與銀河超特急（銀河超特急車掌）

1997年
- 哆啦A夢：大雄的發條都市冒險記（種者〈少年姿態〉）

1999年
- 蠟筆小新：爆發！溫泉激烈大決戰（短指甲龍子〈桶川龍子〉）

2000年
- 蠟筆小新：風起雲湧的叢林冒險（短指甲龍子〈桶川龍子〉）

2001年
- 櫻花大戰 活動寫真（日语：サクラ大戦 活動写真）（雷尼·米爾西修特拉瑟[28]）

2004年
- 麵包超人：月湖與白玉 ～心跳共舞～（日语：それいけ!アンパンマン 夢猫の国のニャニイ#それいけ!アンパンマン つきことしらたま〜ときめきダンシング〜）（白玉小姐）
- 名偵探柯南：銀翼的奇術師（三澤千秋）

2006年
- ONE PIECE 機關城的機械巨兵（多尼多尼·喬巴〈代替〉）

2009年
- 蠟筆小新：春日部野生王國（短指甲龍子〈桶川龍子〉）

2012年
- 劇場版 火影忍者：忍者之路（春野芽吹）

2018年
- 蠟筆小新：功夫小子 ～拉麵大亂鬥～（短指甲龍子〈桶川龍子〉）

2019年
- 劇場版 城市獵人：新宿PRIVATE EYES（槙村香[29]）
- ONE PIECE STAMPEDE（戰桃丸[30]）

2023年
- 劇場版城市獵人 天使之淚（槙村香[31]）

### OVA
1986年
- 魔法之星愛美 蟬時雨（小金井武藏）

1987年
1988年
- 網球甜心2（瑪莉亞·楊格）
- Guy -妖魔覺醒-（日语：ガイ -妖魔覚醒-）（雷菈）

1989年
- 青炎（日语：青き炎 (漫画)）（黑枝慶子）
- （忍）
- 真·魔神英雄傳 魔神山篇（虎王／翔龍子）

1990年
- 力王 RIKI-OH VIOLENCE2 滅亡之子（日语：力王#力王 RIKI-OH VIOLENCE2 滅びの子）（母親）

1991年
- 機動戰士鋼彈0083：Stardust Memory（莫拉·巴西特[32]）
- 夢回綠園（渡邊由樹）
- 太妹刑事（麻宫沙紀（日语：麻宮サキ））
- 聖傳 -RG VEDA-（阿修羅）
- 超幕末少年世紀高丸（日语：超幕末少年世紀タカマル）（希望高丸）
- 魍魎戰記MADARA（日语：魍魎戦記MADARA）（龍鬼）

1992年
- Guy SECOND TARGET -黃金女神篇-（雷菈）
- 源氏（日语：源氏 (漫画)）（北條政子）
- 幻想敘譚艾爾西亞（日语：幻想叙譚エルシア）（艾菈）
- 萬能文化貓娘（夏目龍之介）

1993年
- 砂之薔薇 雪地默示錄（日语：砂の薔薇）（德萊菈·康克南）
- 魔神英雄傳 永無止盡的故事（虎王／翔龍子）
- 流星機學生霸（日语：流星機ガクセイバー）（桐生琴音）

1994年
- 幽幻怪社（示守）
- （莫斯拉）
- 1·2·3（莫斯拉）
- （巴特）

1996年
- 元祖 爆走獵人（波特·奇普）
- （莫斯拉）
- （莫斯拉）

1997年
- 超獸傳說（日语：超獣伝説ゲシュタルト）（卡麥茵）

1998年
- 萬能文化貓娘DASH！（夏目龍之介）

1999年
- 櫻花大戰 轟華絢爛（雷尼·米爾西修特拉瑟〉）

2002年
- 櫻花大戰 神崎菫 引退紀念（日语：サクラ大戦 神崎すみれ 引退記念 す・み・れ）（雷尼·米爾西修特拉瑟）
- 魔法之星愛美 雲光（小金井武藏）

2004年
- Re:甜心戰士（修女吉爾[33]）

2008年
- 與哆啦A夢一起 與哆拉美一起辦得到嗎（廁所王子）

2009年
- 少女FIGHT（日语：少女ファイト）（鎌倉沙羅）

2010年
- Hello Kitty的冰雪女王（鳩）
- Hello Kitty的三隻小豬（豬吉）
- BLACK LAGOON Roberta's Blood Trail（嘉西亞·拉普雷斯）

### 網路動畫
2020年
- 魔神英雄傳 七魂的龍神丸（虎王[34]）

### 遊戲
- 鑽孔先生（日语：ミスタードリラー）系列（托比·泰約、托尼·卡克、赫爾諾斯基、西塔）

1990年
- 追逐卡門·桑迪戈！世界篇（日语：カルメン・サンディエゴ#PCエンジン版）

1991年
- EFERA & JILIORA The Emblem From Darkness（日语：エフェラ アンド ジリオラ ジ・エンブレム フロム ダークネス）（姬莉歐拉）

1992年
- 雀偵物語2 宇宙偵探帝邦 出動篇（白將軍）
- 天外魔境II 卍MARU（戰國卍丸）

1993年
- 天外魔境 風雲歌舞伎傳（日语：天外魔境 風雲カブキ伝）（戰國卍丸）

1995年
- 天外魔境 真傳（戰國卍丸）
- 天外魔境 電腦絡繰格鬥傳（日语：天外魔境 電脳絡繰格闘伝）（戰國卍丸）
- 哆啦A夢：友情傳說七小子（日语：ドラえもん 友情伝説ザ・ドラえもんズ）（耶魯·馬他哆啦）

1996年
- （女孩）[注 3]
- 新超級機器人大戰（日语：新スーパーロボット大戦）（竹尾哇太〈代替〉、列珍·施耐德）

1997年
- 紀
- BS火焰之纹章 阿卡內亞戰記 第3話 正義的盗賊團（莉卡特〈盗賊〉）
- 龍騎士4（潘朵拉、拉比特）[注 4]

1998年
- 櫻花大戰2 ～願君平安～（雷尼·米爾西修特拉瑟）
- 櫻花大戰 帝擊俱樂部（雷尼·米爾西修特拉瑟）
- 新世代機器人戰記（日语：新世代ロボット戦記ブレイブサーガ）（天野建太）

1999年
- SD鋼彈 G世代-ZERO（列珍·施耐德）
- 捉猴啦（廣樹）
- 超級機器人大戰完全版（列珍·施耐德）

2000年
- SD鋼彈 G世代-F（列珍·施耐德）
- 大神一郎奮鬥記 ～來自櫻花大戰歌謠Show「紅蜥蜴」～（雷尼·米爾西修特拉瑟）
- 櫻花大戰 電幕俱樂部2（雷尼·米爾西修特拉瑟）[注 5]
- 櫻花大戰 花組對戰方塊2（日语：花組対戦コラムス）（雷尼·米爾西修特拉瑟）
- 超級機器人大戰α（列珍·施耐德）
- Sorcerous Stabber ORPHEN 魔術士歐菲（博魯坎）
- 永恆傳奇（希潔兒）
- 我的暑假（法思）

2001年
- 櫻花大戰Online ～帝都漫長的一天～（日语：サクラ大戦オンライン）（雷尼·米爾西修特拉瑟）
- 櫻花大戰3 ～巴黎在燃燒嗎～（雷尼·米爾西修特拉瑟）
- 莎木II（通行人）
- 超級機器人大戰α for Dreamcast（列珍·施耐德）
- 松本零士999 ～Story of Galaxy Express 999～（日语：松本零士999 〜Story of Galaxy Express 999〜）（露絲）

2002年
- SD鋼彈 G世代-DA（列珍·施耐德）
- SD鋼彈 G世代 NEO（列珍·施耐德）
- 櫻花大戰4 ～戀愛吧少女～（雷尼·米爾西修特拉瑟）
- 超級機器人大戰IMPACT（日语：スーパーロボット大戦IMPACT）（列珍·施耐德）

2003年
- 夢幻TV 世界格鬥（日语：ドリームミックスTV ワールドファイターズ）（戰國卍丸）

2004年
- SD鋼彈 G世代 SEED（列珍·施耐德）
- 數位惡魔傳說 天魔變（吉娜娜）

2005年
- 我們的家族（日语：ぼくらのかぞく）（妮雅）

2006年
- SD鋼彈 G世代 PORTABLE（列珍·施耐德）
- 機動戰士鋼彈 CLIMAX U.C.（列珍·施耐德）
- 蠟筆小新：最強家族春日部之王Wii（日语：クレヨンしんちゃん 最強家族カスカベキング うぃ〜）（短指甲龍子〈桶川龍子〉）
- 蠟筆小新：驚奇園地的傳說大絕戰！（日语：クレヨンしんちゃん 伝説を呼ぶ オマケの都ショックガーン!）（短指甲龍子〈桶川龍子〉）

2007年
- SD鋼彈 G世代 SPIRITS（列珍·施耐德、莫拉·巴西特）
- Shining Force EXA（日语：シャイニング・フォース イクサ）

2008年
- 鋼彈無雙2（列珍·施耐德）
- 宵星傳奇（悲哀的暗之女王）
- 戲劇性迷宮 櫻花大戰 ～因為有你～（日语：ドラマチックダンジョン サクラ大戦 〜君あるがため〜）（雷尼·米爾西修特拉瑟）
- 腦筋急轉彎&猜謎一答入魂！（海斗）

2009年
- SD鋼彈 G世代 WARS（列珍·施耐德）

2010年
- ONE PIECE 大決戰！（日语：ONE PIECE ギガントバトル!）（戰桃丸）
- ONE PIECE ONEPY B MATCH W（日语：ワンピーベリーマッチ）（戰桃丸）

2011年
- SD鋼彈 G世代 WORLD（列珍·施耐德）
- ONE PIECE 大決戰！2 新世界（日语：ONE PIECE ギガントバトル! 2 新世界）（戰桃丸）

2012年
- SD鋼彈 G世代 OVER WORLD（列珍·施耐德）
- ONE PIECE 海賊無雙（戰桃丸）

2013年
- ONE PIECE 海賊無雙2（戰桃丸）

2014年
- 蠟筆小新：呼風喚雨春日部電影明星！（日语：クレヨンしんちゃん 嵐を呼ぶ カスカベ映画スターズ!）（短指甲龍子〈桶川龍子〉）
- 第3次超級機器人大戰Z 時獄篇（列珍·施耐德）
- ONE PIECE 超級偉大航路之爭X（戰桃丸）

2015年
- 第3次超級機器人大戰Z 天獄篇（列珍·施耐德）
- ONE PIECE 海賊無雙3（戰桃丸）

2016年
- 鎖鏈戰記 ～絆之新大陸～（雷尼·米爾西修特拉瑟[35]）

2017年
- 足球小將翼 ～奮戰夢幻隊～（來生哲兵[36]）

2018年
- 超級機器人大戰X（虎王）

2019年
- 超級機器人大戰T（レ列珍·施耐德）
- Cross×Logos（槙村香[37]）
- 時空幻境 鏡光傳奇 Fairy's Requiem（日语：テイルズ オブ ザ レイズ）（希潔兒）

2020年
- 女神異聞錄5 亂戰 魅影攻手（鏑木京）
- ONE PIECE 海賊無雙4（戰桃丸）

### 廣播劇CD
- 銀河鐵道之夜（ザネリ）[注 6]
- 城市獵人系列（槙村香）
  - CITY HUNTER dramatic master II
  - 城市獵人 恐怖的天使塵
  - 城市獵人 
  - 城市獵人 哀傷天使
  - City Hunter Sound Collection Z -Dramatic Album-
- 少女FIGHT（日语：少女ファイト）（鎌倉沙羅）[注 7]
- 廣播劇CD 永恆傳奇 LEVEL4、LEVEL5（希潔兒）
- 天外魔境系列（戰國卍丸）
  - CD廣播劇 天外魔境(1) 風雲歌舞伎傳 美國人異聞 凱旋公開！歌舞伎傳顛末記（日语：天外魔境 風雲カブキ伝#ドラマCD）
  - 廣播劇CD 天外飯店
- G奇幻漫畫CD精選 火焰之紋章 暗黑龍與光之劍（莉卡特、瑪魯斯（日语：マルス (ファイアーエムブレム)）的母親）
- 花之飛鳥組！外傳（日语：花のあすか組!#ドラマCD外伝）（薔薇之宮）
- 緞帶魔法姬 CD Cinema
- 魔神英雄傳系列
  - 魔神英雄傳 外傳 純純火美子（虎王）
  - 魔神英雄傳2 虎王夢傳說（虎王）
  - 魔神英雄傳2 回憶CD 星界山外景物語（虎王／翔龍子）
  - 魔神英雄傳3 CD劇場
  - 魔神英雄傳3 我的虎王（虎王／翔龍子）
  - 魔神英雄傳3 虎王傳說 CD劇場（虎王／翔龍子）
  - 魔神英雄傳3 虎王的聖誕節禮物 ～青澀聖誕節～
  - 魔神英雄傳4 CD劇場（虎王）
  - 超魔神英雄傳 戲劇專輯 全4卷（虎王）
- 櫻花大戰系列（雷尼·米爾西修特拉瑟）
  - 第二期廣播劇CD系列Vol.1 
  - 第二期廣播劇CD系列Vol.2 
  - 第二期廣播劇CD系列Vol.4 「青鳥」[注 8]
  - 第三期廣播劇CD系列Vol.1 「怪盗·紅蜥蜴 ～化裝舞會～」
  - 第三期廣播劇CD系列Vol.3 「幸福的王子 ～春風戀歌～」
  - 第三期廣播劇CD系列Vol.4 「花曆 ～帝都的假日～」
  - 第四期廣播劇CD系列Vol.2 「怪人鼠男爵」
  - 第四期廣播劇CD系列Vol.4 「
  - 第五期廣播劇CD系列Vol.3 - Vol.4 ［前篇／後篇］
  - 第六期廣播劇CD系列Vol.2 「帝都篇 花與風暴與帝都浪漫！」

### 外語配音

#### 電影
- 阿姐響叮噹（Ruth Redmond〈Christine Baranski〉）
- 紅粉聯盟（Betty "Spaghetti" Horn 〈Tracy Reiner〉）※影碟版。
- 盲點（日语：もう子守歌はいらない）（Donna〈Sharon Washington〉）※伊倉一壽名義。
- 巴西 (1985年電影)（Battle的兒子）※朝日電視台版[注 9]。
- 來去美國（英语：Coming to America） ※影碟版。
- 致命獵殺（英语：Dead Heat (2002 film)）（Charlotte LaMarr〈Radha Mitchell〉）
- 終極警探（Genine）※朝日電視台版。
- 終極警探3（雷蒙德〈歐帝斯·哈吉〉）※富士電視台版。
- 一曲相思情未了（英语：The Fabulous Baker Boys） ※東京電視台版。
- 阿甘正傳（Louise〈Margo Moorer〉）※富士電視台版。
- 魔幻樂園（英语：The Funhouse）（Joey Harper）
- 虎媽宅子（英语：The Guilt Trip (film)）（Amy〈Nora Dunn〉）
- 殭屍小子2（暴牙）
- 月光光心慌慌4（英语：Halloween 4: The Return of Michael Myers）（Kelly Meeker〈Kathleen Kinmont〉）※VHS版。
- 小狗千裏尋主記（英语：Hambone and Hillie）（機場廣播）※富士電視台版。
- 大腳哈利（英语：Harry and the Hendersons）（恩尼·韓德森〈約書亞·羅多伊〉）※TBS版。
- 魔島生死劫（英语：The Island (1980 film)） ※朝日電視台版。
- 小鬼當家（傑夫·麥卡利斯特〈麥克·馬隆納〉、羅絲）※富士電視台版[注 10]。
- 007系列
  - 007：殺人執照（盧佩·拉莫拉〈塔麗薩·索托〉）※VHS版。
  - 007：八爪女（畢安卡）※TBS版。
- 地心冒險（Elizabeth 'Liz' Anderson）※朝日電視台版。
- 國王與我（王子〈Patrick Adiarte〉）※東京電視台新錄製版。
- 食人魚 ※富士電視台版。
- 小太陽的夢想（英语：Kit Kittredge: An American Girl）（Lucinda Bond〈Joan Cusack〉）
- 樂一通反斗特攻隊（Dusty Tails〈Heather Locklear〉）
- 真的想嫁你（Mandy Newhouse〈Carrie Preston〉）※日本電視台版。
- 凶宅兒魂（Laura〈Belén Rueda〉）
- 人生冒險記（英语：Pee-wee's Big Adventure）（Dottie〈Morgan Fairchild〉）
- 警察學校3：初為人師（英语：Police Academy 3: Back in Training）（Cadet Fackler〈Debralee Scott〉）※TBS版[注 11]。
- 天才小搗蛋（英语：Problem Child (film)）（約尼爾·希利〈邁克·奧利佛（英语：Michael Oliver (actor)）〉）※伊倉一壽名義。
- 天才小搗蛋2（英语：Problem Child 2）（約尼爾·希利〈邁克·奧利佛〉）※伊倉一壽名義。
- 紅色警探 ※朝日電視台版。
- 紅色小提琴（英语：The Red Violin）（項蓓〈張艾嘉 飾演〉）※DVD版。
- 聖誕快樂又瘋狂（英语：Santa Claus: The Movie） ※朝日電視台版。
- 第六感（Darren〈Peter Tambakis〉）※日本電視台版。
- 迅雷禁區（英语：Speed Zone）（瑪格麗特〈莎莉·貝拉方特（英语：Shari Belafonte）〉）※VHS版。
- 地下陪審團（英语：The Star Chamber）（Louise Pacinni〈Margie Impert〉）※電視播出版[注 12]。
- Pour Venger Pepere／The Wild Revenge（Moon）

#### 電視影集
- 驚異傳奇（英语：Amazing Stories (1985 TV series)）（Ann Hellenbeck〈Victoria Catli〉）
- 麻吉向前衝（Audrey Parker Nichols〈Nancy Sullivan〉）
- 急診室的春天 (第15季)（Logan）
- 歡樂滿屋（Derek）
- F/X：The Series（英语：F/X: The Series）（Angela 'Angie' Ramirez）
- 「法」妻（Elspeth）
- 格林（Kelly Burkhardt〈Mary Elizabeth Mastrantonio〉）
- 太陽深處（劉寶娜〈李幼貞〉）
- 洛城法網（Grace Van Owen〈Susan Dey〉）
- 重返犯罪現場 (第15季)（Anna Elliot）※Dlife版。
- 黑道家族（Janice Soprano）
- 維蘭德 (第3季)
- 拉契特：黯衣天使（貝茜·巴克特〈茱蒂·戴維斯〉）

#### 動畫
- 101忠狗續集：倫敦大冒險（Perdita）
- 矮精靈歷險記（英语：A Troll in Central Park）
- 天堂狗歷險記（英语：All Dogs Go To Heaven）
- 查理布朗與史努比（1983年版：派伯敏特·佩蒂、1990年版：奈勒斯·潘貝魯特）
- 愛吃鬼巧達（太妃〈塔拉·史壯〉）
- 超級紅卜卜（Cleo）
- 草地英熊（英语：The Country Bears）（Trixie St. Claire〈Candy Ford〉）
- 加菲貓3D（Vetvix〈Vanessa Marshall〉）
- 高飛家族
- 亨利小怪獸：小怪獸到（英语：Henry Hugglemonster）（Momma Hugglemonster〈Lori Alan〉）
- 大力士（英语：Hercules (1998 TV series)）（坦皮斯特）
- ReBoot（英语：ReBoot）（電腦遊戲的聲音）
- 藍色小精靈 (1980年電視動畫)（Clumsy Smurf〈Bill Callaway〉）

### 特攝影集
1981年
- 太陽戰隊太陽火神（人偶劇團員）[注 13]

1986年
- （的配音）

1989年
- 假面騎士BLACK RX（怪魔妖族·百目婆的配音）
- 機動刑事吉班（男孩的配音）

1997年
- 超人力霸王迪卡（寄生物外星人伊魯德的配音、避難廣播的配音、外國小孩的配音）

1999年
- 燃燒吧!! 小露寶（小露寶（日语：ロボコン (キャラクター)）的配音、主婦[注 13]）
- 燃燒吧!! 小露寶vs加油啊!! 小露寶（小露寶的配音）

2001年
- （的配音）

### 音樂CD
- 笑！（獨唱專輯）※伊倉一壽名義。
- 手塚治虫的世界（寫樂保介的音頭）
- 天外魔境系列（聲優組合“GALLOP”（與神代知衣、坂本千夏組成）名義）
  - 天外魔境 自來也隴變おぼろ変 影像的電子蓄音館（插入歌）
  - 天外魔境 History Perfect Graffiti（OVA挿入歌）
- 寒冬的流星（音樂組合WITH YOU（日语：WITH YOU (音楽ユニット)）成員名義）
- 魔神英雄傳系列
  - 魔神英雄傳2 卒業紀念Best Album Vocal Collection
  - 魔神英雄傳3 Vocal Collection I
  - 魔神英雄傳3 Vocal Collection II
  - 超魔神英雄傳 RAINBOW 5
  - 超魔神英雄傳 RAINBOW 7
- 櫻花大戰系列
  - 櫻花大戰2 歌謠全集
  - 櫻花大戰 轟華絢爛「古／輝」[注 14]
  - 櫻花大戰3 巴黎歌謠全集
  - 櫻花大戰4 ～戀愛吧少女～ 歌謠全集
  - 櫻花大戰 新·歌謠全集
  - 櫻花大戰 新·歌謠全集II
  - 櫻花大戰 新·歌謠全集III
  - 櫻花大戰 活動寫真「奇跡鐘／海」
  - 櫻花大戰 超級歌謠全集 新篇·八犬傳
  - 櫻花大戰 超級歌謠全集II 新寶島
  - 櫻花大戰 超級歌謠全集III 新西遊記
  - 櫻花大戰 超級歌謠全集IV 新·青鳥
  - 檄！帝國華擊團全集（日语：檄!帝国華撃団全集）
  - 櫻花大戰 ～因為有你～ 片尾主題曲「笑笑」
  - 愛香
  - 櫻花大戰 Revue in Little Lip Theater IV
- City Hunter Sound Collection Y -Insertion Tracks-
- 萬能文化貓娘SONGS2 夏目家族&三島工業篇

### 廣播節目
- （文化放送）
- 田中真弓、伊倉一壽的Animatic600秒&動畫爆裂！（日语：サスケの夜はこんびんば!）（文化放送，晚安，Sasuke之夜！（日语：サスケの夜はこんびんば!）內）
- Platium/Platina Stories（FM長野（日语：長野エフエム放送））－導航
- 廣播劇 魔神英雄傳（日语：魔神英雄伝ワタル (ラジオ)）（文化放送）
  - 魔神英雄傳3
  - 魔神英雄傳3 虎王物語
  - 魔神英雄傳4
  - 魔神英雄傳 外傳 純純火美子

### 電視節目旁白
日本電視網
- 日本電視台
  - 嗚呼！薔薇色的珍生!!（日语：嗚呼!バラ色の珍生!!）
  - 伊東家的餐桌（日语：伊東家の食卓）
  - 直到世界的盡頭ItteQ！（2007年9月30日的特別節目擔任）
  - 史無前例！惡整藝人大讚賞（日语：うわっ!ダマされた大賞）2010（2010年7月2日）
  - 雷波少年（日语：雷波少年） 熱血巨人軍應援團系列（日语：雷波少年系熱狂的巨人ファンシリーズ）
  - 吉本不可能（日语：吉本ばかな）
  - Let's！（日语：レッツ!）
  - THE 料理王（日语：THE 料理王）
- 中京電視台
  - 給你的Grazie（謝謝）！→給你的Grazie☆NOW！（日语：あんたにグラッツェ!）

TBS
- UN Town
- 時！花能界SP

富士電視台
- 西原理惠子（日语：西原理恵子）的元氣媽媽
- 爆笑模仿紅白歌合戰特輯（日语：爆笑そっくりものまね紅白歌合戦スペシャル）（富士電視台，2011年12月31日）－白組應援團身分參加的ONE PIECE隊（戰桃丸）的配音

朝日電視台
- 3小時特別節目（2016年3月28日）
  - 寺&阿Q猜謎王!!（日语：クイズプレゼンバラエティー Qさま!!） 合體3小時特別節目（2016年3月7日、9月5日）

NHK系列
- 特他捏！投稿DO畫（日语：特ダネ!投稿DO画）（NHK）－DO畫君的配音
- （NHK教育）
- 外人100人本驚！世界中発掘！世界衝映像選手（NHK綜合）
- 知 信州知（NHK長野放送局，2019年8月2日）

東京電視台
- 週日大綜藝（日语：日曜ビッグバラエティ (テレビ東京)）
  - 「巨大船」（2018年10月7日）
  - 「巨大自動車船」（2019年6月9日）
  - 「英⇒日本25000km！超巨大船！世界大航海SP」（2020年6月21日）

其它電視台
- 演歌男子。（日语：演歌男子。）神告聞！（CS歌謠流行頻道，2019年4月11日－9月26日）

### 電視劇
日本電視台
- 新五捕物帳（日语：新五捕物帳） 第146話「裏長屋女」
- 向太陽怒吼！（日语：太陽にほえろ!）
  - 第421話（1980年）
  - 第465話「裏裏」（1981年）

朝日電視台
- 私鐵沿線97分署（日语：私鉄沿線97分署） 第24話
- 第2話

### 電視節目
- 今日焦點（NHK）
- 讀響Symphonic Live ～深夜音樂會（日语：読響Symphonic Live〜深夜の音楽会） #024（BS日本，2010年9月8日）－「彼得和狼」的露面出演旁述

### 舞台、活動

#### 舞台
- 劇團「-劇舎(SHIBAIYA)-燐」公演（1980年－）
- 木 第1回公演（1993年3月24日－29日）－主宰
- 木 第2回公演「出！」（1994年3月21日－27日）－主宰
- 遊遊團Blancha★Veil（2008年8月8日－12日）
- 「21世紀中年」 ～最終章 我師恩？～（2009年12月11日－13日）
- 劇團Alter Ego 第43回公演「三位魔女」 ～來自莎士比亞著作「馬克白」～（2010年10月27日－31日）
- Kounenki-zu 第1回公演 巢鴨地藏街頭商店街 喫茶「若草」物語（2012年4月25日－30日）
- 第1回青二Production小林孝作企劃製作「時君若」（2012年11月15日－18日）
- 伊藤炎魔企劃製作東京公演（2014年7月19日－20日）
- 劇團一之會「白梅學徒看護隊的青春」（2015年4月29日－5月3日）
- Kounenki-zu 第2回公演「都電荒川線三之輪橋商店街 壹倫莊的女子們」（2020年2月19日－24日）

#### 城市獵人相關
- Anime Film節東京2018「城市獵人」（2018年10月13日，新宿Wald9）－對談秀登壇
- 刈谷動畫collection「劇場版城市獵人公開決定紀念對談」（2018年10月27日）－對談秀登壇
- 劇場版城市獵人：新宿PRIVATE EYES 
  - 完成披露試映會（2019年1月29日，TOHO Cinemas 新宿）－舞台問候登壇
  - 公開記念舞台問候（2019年2月9、10、16日）－舞台問候登壇
  - 阿的誕生日紀念 舞台問候附上“來一發”應援上映會（2019年3月26日）－舞台問候登壇

#### 魔神英雄傳相關
- 魔神英雄傳2 聖誕派對（1990年12月24日，Victor青山工作室）
- 魔神英雄傳2 卒業式（1991年3月30日，九段會館）
- 魔神英雄傳2 夏季祭典（1991年8月30日，目黑公會堂）
- 魔神英雄傳2 聖誕派對（1991年12月21日，日本都市中心劇院）
- 魔神英雄傳2&3 Memorial Live  See You Again（1992年3月28日，日比谷公會堂）
- 魔神英雄傳3 秋季祭典（1992年9月19日，與簡易保險劇院）
- 魔神英雄傳3 聖誕派對（1992年12月19日，New Pier劇院）
- 魔神英雄傳3 虎王物語完結紀念集會（1993年4月11日，杉並公會堂）
- 魔神英雄傳 W復活祭 60分鐘環繞世界一周！（1993年8月29日，新宿文化中心大劇院）
- 魔神英雄傳4 自助餐派對（1993年12月5日，Bloom劇院）
- 魔神英雄傳 25週年 TV Special Selection（2013年8月25日，舞濱Amphi劇院）
- 魔神英雄傳2 BD-BOX發行紀念！ 渡同窗會（2014年6月7日，TOHO Cinemas 日本橋）
- 魔神英雄傳 秋季祭典2017（2017年9月2日，TOHO Cinemas 新宿）
- 魔神英雄傳 超同窗會☆（2018年9月1日，TOHO Cinemas 新宿）
- TAMASHII Cyber Fes 2020 魔神英雄傳 七魂的龍神丸（2020年2月23日）－YouTube發佈

#### 櫻花大戰相關
部分除了以其聲演角色雷尼·米爾西修特拉瑟的名義之外出演
- 櫻花大戰歌謠Show系列－第2回花組特別公演「翼」開始到最終回公演「新·愛」為止的所有公演均有出席
- 櫻花大戰 新春歌謠Show系列－2001年至2006年為止的所有公演均有出席
- 櫻花大戰 花組聖誕節 ～奇蹟之鐘～（1998年12月23日）－嘉賓出演
- 櫻花大戰 帝國歌劇團Super Live（2000年8月31日）
- 田中公平 作家生活20週年紀念音樂會 炎之の管弦樂團演唱（2000年11月1日）
- 櫻花大戰 帝國歌劇團·新世紀Count Down花組Live（2000年12月31日－2001年1月1日）
- Sakura Cafe（日语：太正浪漫堂） 迷你迷你Live Show 8 ～伊倉一惠 聽「雷尼」唱歌～（2004年9月18日）
- 櫻花大戰武道館Live ～帝都、巴黎、紐約～（2007年5月13日）
- 田中公平 作家生活30週年紀念音樂會 ～今度歌～（2009年11月1日）
- 櫻花大戰 帝都花組Live 2010（2010年3月6日）
- 櫻花大戰 紐約星組Live 2011 ～星星的繼承者～（2011年7月29日-31日）－嘉賓出演
- 櫻花大戰武道館Live 2 ～帝都、巴黎、紐約～（2011年10月7日）
- 櫻花大戰 紐約星組Show 2014 ～享受從現在開始～（2014年8月29日－31日）－嘉賓出演
- 橫山智佐的櫻花大戰 20歳的誕生日會（2016年9月23日－25日）－嘉賓出演
- 橫山智佐 配音員對談秀 巴黎的樂屋8（2018年5月27日）－嘉賓出演

#### 其它活動
- 「知 70年前」平和祈念展示資料館（2015年8月30日）－負責朗讀繪本出演
- 向陽之樹 第17回朗讀會（2016年9月17日）－嘉賓出演
- 劇團扉座 第62回公演「緞帶騎士 －縣立鷲尾高校話劇社奮鬥記2018－」（2018年6月26日）－After talk嘉賓出演
- 「de海大作！」in東京鐵塔（2019年6月8日）－WADAX Radio出張版嘉賓出演

#### 現場演唱會
- 根岸彌生（日语：根岸弥生）鋼琴演奏會「貝多芬的三種愛。」（2007年4月6日－7日、2008年1月19日－20日）－擔任企畫製作、旁述
- 讀賣日本交響樂團 第503回名曲系列（2008年6月9日）－「彼得和狼」的露面出演旁述
- 讀賣日本交響樂團 第151回藝劇名曲系列（2008年6月10日）－「彼得和狼」的露面出演旁述
- 「赤花Live」（2009年4月24日）
- 優「 ～五穀～」（2010年11月28日）
- GALLOP[注 15] 20年復活LIVE 女（2011年4月24日）
- GALLOP LIVE 春見「～」（2013年4月6日－7日）
- GALLOP LIVE 鼻血出特集（2015年6月6日－7日）
- Jill英里生誕祭 ～座女子少大（2016年6月25日）－嘉賓出演
- GALLOP LIVE 鼻血出！（2017年4月22日－23日）

### 廣告
- 埃克森美孚石油「釘…編」（1981年，夢的F-1抽獎活動旁白）

### 其它
- 柏青哥遊戲 CR天外魔境卍MARU（戰國卍丸）
- 角子機遊戲 天外魔境卍MARU（戰國卍丸）
- 柏青哥遊戲 CR城市獵人（槙村香）
- 柏青哥遊戲 CRA城市獵人（槙村香）
- 柏青哥CR櫻花大戰2（日语：CRサクラ大戦）（雷尼·米爾西修特拉瑟）
- 柏青哥 CR魔神英雄傳（日语：CR魔神英雄伝ワタル）（虎王／翔龍子）
- 兒童布偶劇場（日语：こどもにんぎょう劇場）
  - （蜂）
- 週五ROAD SHOW！（日语：金曜ロードSHOW!）「透明人」（2019年8月16日，副聲道口述影像）

## 腳註

## 外部連結
- 一音入魂音樂館（页面存档备份，存于） （日語）－伊倉一惠的官方個人網站。
- 一音入魂音樂館的X（前Twitter） （日語）
- 青二Production公式官網的聲優簡介（页面存档备份，存于） （日語）
- Yahoo！人物名鑑公開檔案 （日語）[]
- 演劇組合『Kounenki-zu』官方網站 （页面存档备份，存于） （日語）